# Lip (álbum)
 Lip es el cuarto álbum de estudio conjunto de la banda de rock japonesa Sekai no Owari, lanzado el 27 de febrero de 2019 por Toy's Factory. Fue lanzado simultáneamente con el álbum Eye. La primera edición limitada del álbum contiene un DVD con varios de los vídeos musicales de la banda. La banda realizó una gira en apoyo de los álbumes a partir de abril de 2019. Debutó en el número uno en la lista japonesa de álbumes de Oricon el 6 de marzo.  

## Trasfondo
La banda grabó suficiente material a lo largo de los cuatro años desde su álbum anterior Tree (2015), por lo que decidió dividir el material en dos discos, con Lip presentando las canciones "emblemáticas" de la banda y Eye mostrando su "lado salvaje".
Las canciones "Hey Ho", "Error", "Mr. Heartache", "Rain", "Sasanqua" e "Illumination" fueron lanzadas antes del álbum, con videos musicales que acompañan a varias de las canciones.

## Promoción
"Illumination" se utilizó como tema musical del drama de TV Asahi Legal V Ex-Lawyer Shoko Takanashi, mientras que "Sasanqua" se utilizó como tema principal de la cobertura de NHK de los Juegos Paralímpicos de Invierno 2018.

## Listado de canciones
| N.º   | Título                    | Escritor(es)                  | Duración |  |
| 1.    | «Yokohama Blues»          | Fukase / Nakajin              | 4:52     |  |
| 2.    | «Rain»                    | Fukase / Nakajin / Saori      | 5:10     |  |
| 3.    | «Mr. Heartache»           | Adam Young / Fukase / Nakajin | 5:09     |  |
| 4.    | «Himawari»                | Fukase / Nakajin              | 4:27     |  |
| 5.    | «Sasanqua»                | Fukase / Nakajin / Saori      | 4:30     |  |
| 6.    | «Senya Ichiya Monogatari» | Saori                         | 5:07     |  |
| 7.    | «Error»                   | Fukase / Nakajin / Saori      | 3:29     |  |
| 8.    | «Hey Ho»                  | Fukase / Nakajin / Saori      | 5:02     |  |
| 9.    | «Rafflesia»               | Fukase / Nakajin              | 4:02     |  |
| 10.   | «Goodbye»                 | Nakajin                       | 4:54     |  |
| 11.   | «Missing»                 | Fukase / Nakajin              | 4:13     |  |
| 12.   | «Mitsu no Tsuki»          | Fukase                        | 4:20     |  |
| 13.   | «Illumination»            | Fukase / Nakajin / Saori      | 4:26     |  |
| 59:41 |                           |                               |          |  |